# TOMORROW (岡本真夜の曲)
「TOMORROW」（トゥモロー）は1995年（平成7年）5月10日に発売された、岡本真夜のデビューシングル。

## 解説
TBS系ドラマ『セカンド・チャンス』主題歌。オリコンシングルチャートでは登場8週目で週間1位を獲得。なお、このシングルが岡本にとって唯一の同チャート1位獲得曲となっている。
「TOMORROW」がデビュー・シングルとなったが、「TOMORROW」を含めデビュー曲候補が5曲ほど存在していた。
地元の1つ上のバイト仲間から恋愛などの悩みを相談され、慰めるために書かれた曲で、元々はミディアムバラードとして制作された。加えて、「涙の数だけ強くなれるよ」の部分は、上京前の高知の実家で一緒に暮らした祖父の言葉をヒントに作られた。大手美容企業のCM曲として1994年9月に発売されることが決まりかけたが、CMタイアップの話が流れてしまい発売未定となってしまった。
その後ドラマ『セカンド・チャンス』のプロデューサーである伊藤一尋がこの曲を気に入り、ドラマ主題歌に採用されることになったが「アップテンポにしてくれ」と言われたため、アレンジをガラッと変えて完成した。
1995年1月17日の兵庫県南部地震（cf. 阪神・淡路大震災）の後、多くの人々が曲から「勇気をもらった」「元気づけられた」という声を貰ったという。オリコンによる累計売上は、177.3万枚で、出荷枚数は200万枚を突破する売上を記録した。シングル・アルバム含め自身最大のセールスにもなった。
岡本はこの曲で『第46回NHK紅白歌合戦』に初出場して、テレビデビューを果たした。
1996年には第68回選抜高等学校野球大会入場行進曲に選ばれた。2003年には、日本映画『ベースボールキッズ』の挿入歌として使用された。
2005年の『第56回NHK紅白歌合戦』出場者選考アンケート「スキウタ」でも紅組69位にランクインした。
2003年発売のベストアルバム『もう一度あの頃の空を』にはAcoustic versionが収録されている。
2012年発売のアルバム『Tomorrow』には、2011年3月11日の東北地方太平洋沖地震（cf. 東日本大震災）後に福島第一原子力発電所で発生した福島第一原子力発電所事故により、村外への避難を余儀なくされた福島県相馬郡飯舘村の子供たちを招いて、2011年（平成23年）12月25日に、同県伊達郡川俣町で行なわれた「飯舘村 卒業・卒園式イベント」の参加者約600名によるコーラスが、冒頭部に収められている。
中国語でカバーした吳佩慈の「閃著淚光的決定」も大ヒットした。
井筒和幸が監督した日本映画『のど自慢』（1999年）では、室井滋が演ずる演歌歌手が『NHKのど自慢』の本番でこの歌を歌い、合格の鐘を受けている。また、映画の中でCDシングルのジャケット写真が写るシーンがある。
平成を代表する応援ソングの一つと言われている。

## 収録曲
| #         | タイトル                             | 作詞              | 作曲      | 編曲      | 時間  |
| --------- | ------------------------------------ | ----------------- | --------- | --------- | ----- |
| 1.        | 「TOMORROW」                         | 岡本真夜/真名杏樹 | 岡本真夜  | 十川知司  | 4:46  |
| 2.        | 「BLUE STAR」                        | 岡本真夜          | 岡本真夜  | 佐藤準    | 5:18  |
| 3.        | 「TOMORROW (オリジナル・カラオケ)」  | 岡本真夜/真名杏樹 | 岡本真夜  | 十川知司  | 4:46  |
| 4.        | 「BLUE STAR (オリジナル・カラオケ)」 | 岡本真夜          | 岡本真夜  | 佐藤準    | 5:18  |
| 合計時間: | 合計時間:                            | 合計時間:         | 合計時間: | 合計時間: | 20:04 |

## ミュージックビデオ
| 曲名     | ミュージックビデオ             |
| -------- | ------------------------------ |
| TOMORROW | 岡本真夜「TOMORROW」 - YouTube |

## タイアップ
| 曲名     | タイアップ                                            |
| -------- | ----------------------------------------------------- |
| TOMORROW | TBS系ドラマ「セカンド・チャンス」主題歌(1995)         |
| TOMORROW | 第68回選抜高等学校野球大会入場行進曲(1996)            |
| TOMORROW | 映画「ベースボールキッズ」挿入歌(2003)                |
| TOMORROW | Yモバイル「ふてニャンNo.1への道のり篇」CMソング(2016) |
| TOMORROW | ゼリア新薬工業「IONA」シリーズ CM(2024)               |

## 楽曲の収録アルバム
- TOMORROW
  - オリジナル・アルバム『SUN&MOON』 (1995年6月10日) moonshine mixで収録
  - ベスト・アルバム『RISE 1』 (2000年5月31日)
  - ベスト・アルバム『もう一度あの頃の空を』 (2003年10月22日) Acoustic Versionで収録
  - セルフカバー・アルバム『Crystal Scenery III Selfcover Best』 (2009年11月25日) Kanon Versionで収録
  - ベスト・アルバム『My Favorites』 (2010年5月26日)
  - オリジナル・アルバム『Tomorrow』 (2012年3月7日) リメイクバージョン（TOMORROW ～明日の君へ～）で収録
  - ベスト・アルバム『岡本真夜 20th anniversary ALL TIME BEST』(2015年8月5日)
  - ベスト・アルバム『25th Anniversary BEST ALBUM 〜Thanks a million〜【通常盤】』(2020年5月13日)
  - ベスト・アルバム『25th Anniversary BEST ALBUM 〜Thanks a million〜【初回限定盤】』(2020年6月10日)
- BLUE STAR
  - オリジナル・アルバム『SUN&MOON』 (1995年6月10日)
  - ベスト・アルバム『もう一度あの頃の空を』 (2003年10月22日)
  - セルフカバー・アルバム『Crystal Scenery II』 (2009年5月27日) Crystal Scenery II versionで収録

## カバー
| 楽曲     | リリース | アーティスト                                                  | 収録作品                                                                                        | 備考                                       |
| -------- | -------- | ------------------------------------------------------------- | ----------------------------------------------------------------------------------------------- | ------------------------------------------ |
| TOMORROW | 1998年   | 吳佩慈                                                        | 中国語版「閃著淚光的決定」 広東語版「懷着笑意的決定」                                           |                                            |
| TOMORROW | 2006年   | misono                                                        | シングル「ラブリー♡キャッツアイ」                                                               |                                            |
| TOMORROW | 2008年   | タイナカサチ                                                  | シングル「また明日ね/code」                                                                     |                                            |
| TOMORROW | 2010年   | 今井ゆうぞう（NHKおかあさんといっしょ10代目うたのおにいさん） | カバーアルバム「君と歩いた時間」                                                                |                                            |
| TOMORROW | 2010年   | 稲垣潤一                                                      | カバーアルバム「男と女3」                                                                       | 玉城千春（Kiroro）とのデュエットでカバー。 |
| TOMORROW | 2011年   | 高嶺愛花（声:早見沙織）                                       | カバーアルバム「歌う♪ラブプラス」                                                               |                                            |
| TOMORROW | 2012年   | 天海春香（声:中村繪里子）                                     | アルバム「THE IDOLM@STER ANIM@TION MASTER 生っすかSPECIAL 04」                                  |                                            |
| TOMORROW | 2015年   | 華原朋美                                                      | カバーアルバム「MEMORIES 3 -Kahara Back to 1995-」                                              |                                            |
| TOMORROW | 2015年   | Ms.OOJA                                                       | アルバム「THE HITS ～No.1 SONG COVERS～」                                                       |                                            |
| TOMORROW | 2019年   | 有原翼（声:西田望見） 河北智恵（声:井上ほの花）               | 八月のシンデレラナインよりカバーミニアルバム「あの夏の記録(レコード)」                          |                                            |
| TOMORROW | 2021年   | ほくりくアイドル部                                            | 6th Single 「TOMORROW」                                                                         |                                            |
| TOMORROW | 2022年   | 近藤孝行                                                      | カバーアルバム『[Re:collection] HIT SONG cover series feat.voice actors 〜90's-00's EDITION〜』 |                                            |
| TOMORROW | 2025年   | 近石涼                                                        | 関西電力送配電TVCM「30歳の決意」篇                                                              |                                            |